# Audi V8
Audi V8 je automobil iz gornje klase njemačke marke Audi i proizvodio se od 1988. godine do 1994. godine. Zamišljen je kao prvi pravi predstavnik marke u visokoj klasi. 
Audi V8 bio je prvi Audi s V8 agregatom i prvi Audi s Quattro pogonom uparen s automatskim mjenjačem. Od 1988. do 1994. s trake je sišlo malo više od 21.000 Audi V8 automobila. 